# Châtel-de-Neuvre
Châtel-de-Neuvre ist eine französische Gemeinde mit 557 Einwohnern (Stand 1. Januar 2022) im Département Allier in der Region Auvergne-Rhône-Alpes.

## Lage
Die Gemeinde Châtel-de-Neuvre liegt in der fruchtbaren und waldreichen Kulturlandschaft des Bourbonnais in einer Höhe von etwa 250 m auf einem Hügel über dem Westufer des Allier, in den hier die Zuflüsse Lagrillère und Vezan einmünden, 20 Kilometer nördlich von Moulins. Zur Gemeinde gehören auch mehrere Einzelgehöfte. Nachbargemeinden von Châtel-de-Neuvre sind Chemilly im Norden, Bessay-sur-Allier (Berührungspunkt) im Nordosten, La Ferté-Hauterive im Osten, Monétay-sur-Allier im Süden, Meillard im Südwesten sowie Bresnay im Nordwesten.

## Geschichte
Die Existenz des Ortes ist seit dem 10. Jahrhundert belegt; er war eine spätkarolingische Verwaltungs- und Gerichtsstätte (viguerie). Angesichts der Dimensionen der im 11. und. 12. Jahrhundert erbauten romanischen Kirche – eine der ältesten im gesamten Département – ist eine Prioratskirche anzunehmen.

### Bevölkerungsentwicklung
Im 19. Jahrhundert stieg die Zahl der Einwohner von etwa 600 auf über 1000 Personen an; aufgrund der Reblauskrise im Weinbau und der Mechanisierung der Landwirtschaft sank die Einwohnerzahl der Gemeinde danach kontinuierlich bis auf die Tiefststände der letzten Jahrzehnte ab.
| Jahr                       | 1962 | 1968 | 1975 | 1982 | 1990 | 1999 | 2006 | 2012 | 2022 |
| Einwohner                  | 630  | 600  | 529  | 582  | 512  | 515  | 517  | 553  | 557  |
| Quellen: Cassini und INSEE |      |      |      |      |      |      |      |      |      |

## Wirtschaft
Jahrhundertelang lebten die Einwohner von Châtel-de-Neuvre als Selbstversorger von der Landwirtschaft, zu der auch der Weinbau gehörte; hinzu kamen regionaler Kleinhandel und Handwerk. Während der Reblauskrise gegen Ende des 19. Jahrhunderts kam der Weinbau zeitweilig völlig zum Erliegen, doch werden mittlerweile wieder Rot-, Rosé- und Weißweine produziert, die über die Appellationen ‚Saint-Pourçain‘ und ‚Val de Loire‘ vermarktet werden. Einige der leerstehenden Häuser des Ortes wurden zu Ferienwohnungen (gîtes) umgebaut.

## Sehenswürdigkeiten
- Die Pfarrkirche Saint-Laurent ist – mit Ausnahme der exakt behauenen Ecksteine und der Strebepfeiler – aus nahezu unbearbeiteten Bruchsteinen errichtet und entstand bereits im 11. Jahrhundert an der Stelle eines zerstörten gallorömischen Tempels, von dem einige wenige Spolien in den Außenwänden der Kirche vermauert sind; die Ostteile der Kirche und die Westfassade gelten jeweils als Werk des 12. Jahrhunderts und die kleine Kapelle am Ende des nördlichen Querhausarms mit ihrem spätgotischen Maßwerkfenster wurde im 15. Jahrhundert angebaut. Augenfällig sind die Trittsteintreppe in der Außenwand des gedrungen wirkenden und mit einem schlichten Satteldach bedeckten Vierungsturms, der aber immerhin über Schallöffnungen mit Doppelsäulen verfügt, und der imposante Blendbogen der Westfassade. Das äußerst schmucklose Mittelschiff der Kirche ist nur etwa drei Meter breit, aber über zehn Meter hoch und von einem langgezogenen Tonnengewölbe mit Gurtbogenunterzügen überspannt; die nur etwa anderthalb Meter breiten Seitenschiffe haben eine Vierteltonnenwölbung. Die Ostteile der Kirche werden von einem später durchbrochenen Oculusfenster in der Apsiskalotte erhellt. Der Kirchenbau ist bereits seit dem Jahr 1927 als Monument historique anerkannt.[1]
- Vom ehemaligen Château de Moulin-Neuf ist nur noch ein 14 Meter hoher Wohnturm (Tour d'Aigrepont) erhalten, dessen Wandstärke zwischen 1,50 und 2,10 Meter beträgt; das hochaufragende Walmdach ist eine spätere Zutat. Der dreigeschossige Bau hat nur wenige kleine Rechteckfenster; er befindet sich in Privatbesitz und ist seit dem Jahr 1927 als Monument historique eingestuft.[2]
- Das Château de Logères ist ein spätmittelalterlicher Bau, der aber häufig – zuletzt im 19. Jahrhundert – überarbeitet wurde und sich in Privatbesitz befindet.
- Ähnliches gilt auch für das Château de Moncoquet.

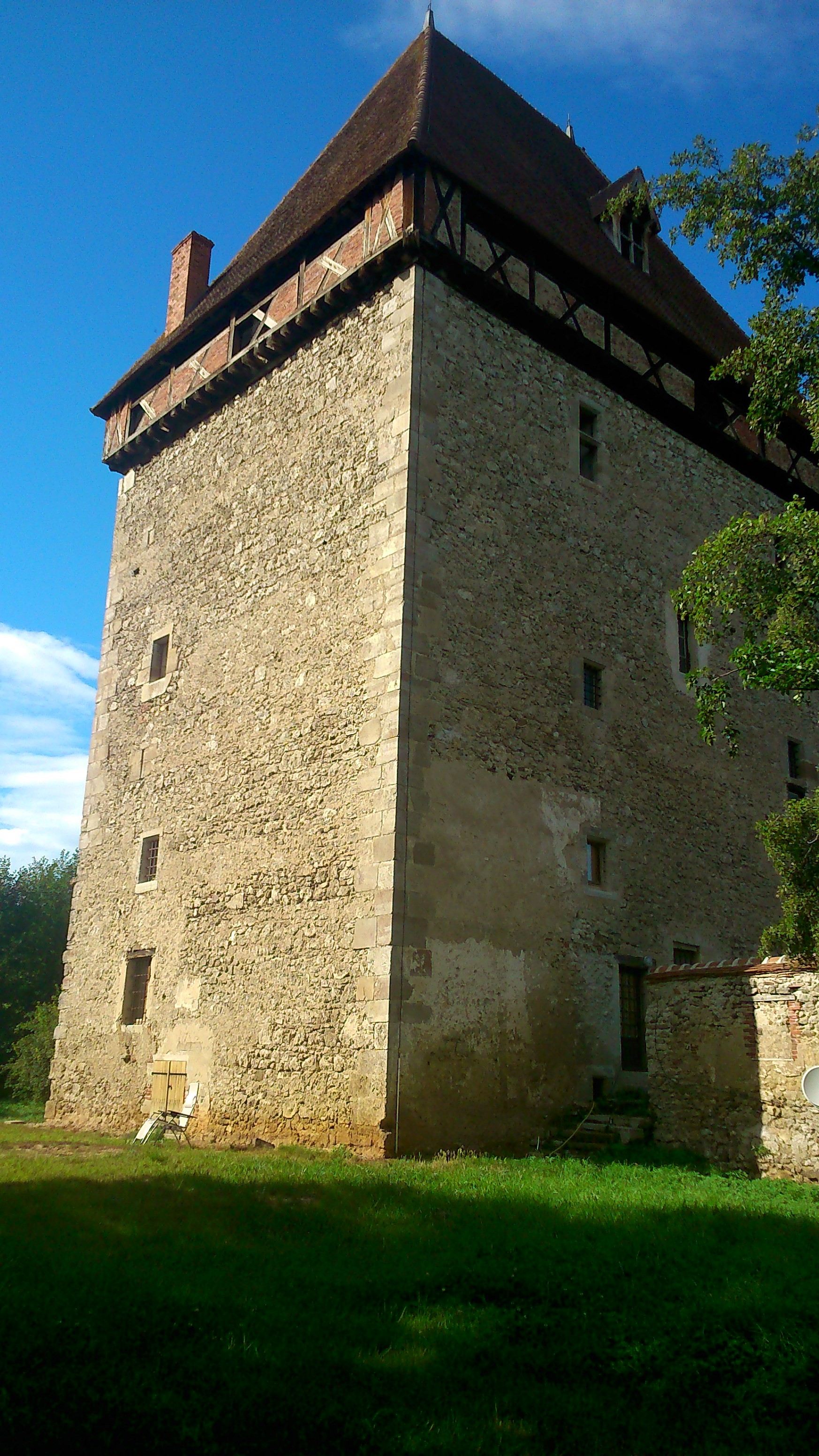
=Tour d’Aigrepont
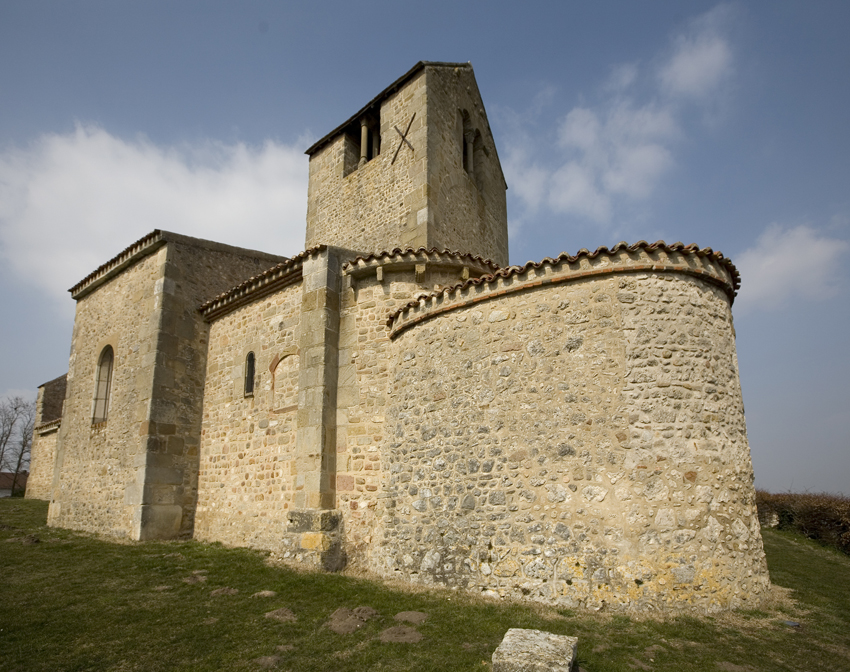
Kirche Saiont-Laurent
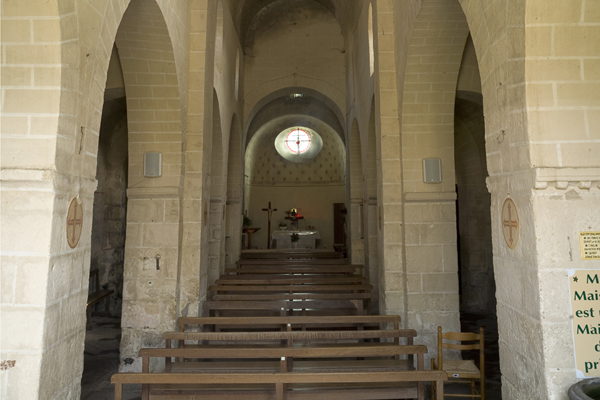
Kirchenschiff und Apsis

## Belege
1. ↑  Église Saint-Laurent, Châtel-de-Neuvre in der Base Mérimée des französischen Kulturministeriums (französisch)
2. ↑  Tour d’Aigrepont, Châtel-de-Neuvre in der Base Mérimée des französischen Kulturministeriums (französisch)